# Albert Hackett

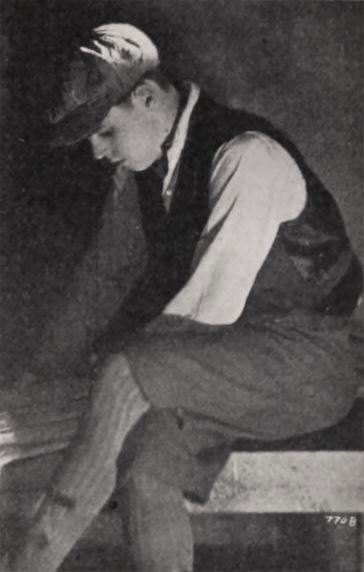
Albert Hackett im Film Molly O (1921)

Albert Maurice Hackett (* 16. Februar 1900 in New York City, New York, USA; † 16. März 1995 ebenda) war ein US-amerikanischer Drehbuch- und Theaterautor sowie Stummfilmschauspieler.

## Biografie
Hackett, geboren in Manhattan, war der älteste von zwei Söhnen der Bühnenschauspielerin Florence Hackett sowie Maurice Hackett. Sein um zwei Jahre jüngerer Bruder sollte später Stummfilmschauspieler Raymond Hackett werden. Der Vater der beiden starb jedoch 1905, als Albert fünf, Raymond erst drei Jahre alt war.
Hackett, bestätigt durch seine Mutter, besuchte ab seinem sechsten Lebensjahr die New York’s Professional Children’s School, und war bereits ab 1912 in einigen Stummfilmen als Nebendarsteller präsent. Bis zu seinem 22. Lebensjahr stand er vor der Kamera, bis er sich entschloss, Theaterstücke und Drehbücher zu verfassen.
Doch seine ersten Entwürfe waren kaum von Erfolg gekrönt, bis er Ende der 1920er-Jahre die ebenfalls als Schriftstellerin tätige Frances Goodrich kennen und lieben lernte. Beide heirateten am 7. Februar 1931. War es für die zehn Jahre ältere Goodrich bereits die dritte Ehe, so für Hackett die erste. Zusammen gingen sie nach Los Angeles, um in Hollywood zu reüssieren.
Für Albert und Frances Goodrich begann eine über 30 Jahre währende Partnerschaft auch im Beruflichen. Beide schrieben zusammen Drehbücher, beide wurden viermal für den Oscar in der Kategorie Bestes adaptiertes Drehbuch nominiert. Sie schrieben unter anderem die Drehbücher zu drei Krimikomödien der Dünner-Mann-Filmreihe mit William Powell und Myrna Loy, außerdem waren sie am Drehbuch zum Filmklassiker Ist das Leben nicht schön? beteiligt.
Bekannt wurde ihre Dramatisierung des Tagebuchs der Anne Frank für die Bühne, für dessen gleichnamige Verfilmung 1959 sie ebenfalls das Drehbuch schrieben. Hackett und seine Frau wurden sowohl mit dem Tony Award als auch mit dem Pulitzer-Preis ausgezeichnet.
Nach ihrem letzten Film, dem 1962 produzierten Filmdrama Five Finger Exercises, zogen sich Albert und Frances in ihr Privatleben zurück. Nach dem Tod seiner Frau, am 29. Januar 1984, heiratete Albert Hackett 1985 die gebürtige Schwedin Gisella Svetlik. Mit ihr blieb er bis zu seinem Tod verheiratet.

## Filmografie (Auswahl)
Als Schauspieler
- 1919: Anne of Green Gables
- 1930: Whoopee!

Als Drehbuchautor
- 1933: The Secret of Madame Blanche
- 1934: Zwei Herzen auf der Flucht (Fugitive Lovers)
- 1934: Der dünne Mann (The Thin Man)
- 1934: Hide-Out
- 1935: Tolle Marietta (Naughty Marietta)
- 1935: Ah, Wilderness!
- 1936: Kleinstadtmädel (Small Town Girl)
- 1936: Rose-Marie
- 1936: Dünner Mann, 2. Fall (After the Thin Man)
- 1937: Tarantella (The Firefly)
- 1939: Dünner Mann, 3. Fall (Another Thin Man)
- 1944: Die Träume einer Frau (Lady in the Dark)
- 1944: The Hitler Gang
- 1946: Ist das Leben nicht schön? (It’s A Wonderful Life)
- 1946: Der Mann aus Virginia (The Virginian)
- 1948: Osterspaziergang (Easter Parade)
- 1948: Der Pirat (The Pirate)
- 1949: Damals im Sommer (In the Good Old Summertime)
- 1950: Vater der Braut (Father of the Bride)
- 1951: Ein Geschenk des Himmels (Father’s Little Dividend)
- 1951: Zu jung zum Küssen (Too Young to Kiss)
- 1953: Eine Chance für Suzy (Give a Girl a Break)
- 1954: Eine Braut für sieben Brüder (Seven Brides for Seven Brothers)
- 1958: Ein gewisses Lächeln (A Certain Smile)
- 1959: Das Tagebuch der Anne Frank (The Diary of Anne Frank)

## Auszeichnungen
- 4 Oscar-Nominierungen
  - 1935: Der dünne Mann (The Thin Man)
  - 1937: Dünner Mann, 2. Fall (After the Thin Man)
  - 1951: Vater der Braut (Father of the Bride)
  - 1955: Eine Braut für sieben Brüder (Seven Brides for Seven Brothers)
- 8 WGA-Award-Nominierungen, davon fünfmal ausgezeichnet
- Pulitzer-Preis, für: The Diary of Anne Frank
- Tony Award, für: The Diary of Anne Frank